# Sousa plumbea
Sousa plumbea és una espècie de dofí oceànic (família Delphinidae). Els dofins adults solen ser blancs o grisos. Els adults mesuren 2-3,5 metres i les cries un metre. Els adults pesen una mitjana de 150-230 quilograms. Viu a la costa índica d'Àfrica, l'est de l'Índia, la badia de Bengala i el mar Roig. El seu nom específic, plumbea, significa ‘plúmbia’ en llatí.